# Албешти-Палеологу (Прахова)
Албешти-Палеологу (рум. Albeşti-Paleologu) насеље је у Румунији у округу Прахова у општини Албешти-Палеологу. Oпштина се налази на надморској висини од 116 m.

## Становништво
Према подацима из 2002. године у насељу је живело 5792 становника, од којих су сви румунске националности.

### Хронологија
| Година       | 1992 | 1993 | 1994 | 1995 | 1996 | 1997 | 1998 | 1999 | 2000 | 2001 | 2002 | 2003 | 2004 | 2005 | 2006 | 2007 | 2008 | 2009 | 2010 | 2011 | 2012 | 2013 | 2014 | 2015 | 2016 | 2017 |
| ------------ | ---- | ---- | ---- | ---- | ---- | ---- | ---- | ---- | ---- | ---- | ---- | ---- | ---- | ---- | ---- | ---- | ---- | ---- | ---- | ---- | ---- | ---- | ---- | ---- | ---- | ---- |
| Становништво | 6037 | 5986 | 5975 | 5984 | 5973 | 5911 | 5897 | 5934 | 5921 | 5916 | 5848 | 5830 | 5853 | 5816 | 5845 | 5871 | 5874 | 5864 | 5820 | 5763 | 5748 | 5688 | 5645 | 5582 | 5568 | 5549 |